# Yakutat
Yakutat és un municipi d'Alaska (Estats Units) que té 662 habitants.